# União (província)
A União (em castelhano:  La Unión; em quíchua:  Unyun) é uma província do Peru localizada na região de Arequipa. Sua capital é a cidade de Cotahuasi.

## Distritos da província
- Alca
- Charcana
- Cotahuasi
- Huaynacotas
- Pampamarca
- Puyca
- Quechualla
- Sayla
- Tauría
- Tomepampa
- Toro